# 托列茨克
托列茨克（羅馬化：Toretsk，發音：[toˈrɛt͡sʲk]），又译托雷茨克，俄罗斯称为捷尔任斯克（羅馬化：Dzerzhinsk），是乌克兰東部顿涅茨克州巴赫穆特区托列茨克市镇的城市及行政中心，該市距離州府頓涅茨克67公里，始建於1806年，面積64.43平方公里，海拔高度179米，2022年人口数量为30,914人。於2025年2月初，俄軍宣称攻佔托列茨克，並於八月初被證實完全控制。
與巴赫穆特類似，本市在俄烏激烈爭奪下近乎全毀，居民完全流失。俄羅斯則繼續和烏克蘭爭奪托列茨克市鎮餘下聚居點的控制權。

## 城市名称
該市原名谢尔比诺夫卡（羅馬化：Shcherbinovka）。1938年10月27日，该镇被升格为城市并更名為捷爾任斯克，以紀念苏联時代契卡的創始人费利克斯·捷尔任斯基。2016年2月4日，乌克兰最高拉达通过去共化法案将该市改为现名。

## 历史
托列茨克於沙俄時期的1806年立市，市名源自哥薩克時期的軍事據點，當時主要產業為煤礦業，也是沙俄鐵路大王薩穆伊爾·波利亞科夫興辦的哈爾科夫到庫爾斯克鐵路中的重要站點。俄國內戰期間，本地數易其手，經歷白軍佔領，最後蘇聯紅軍獲勝。
1941年10月本地遭納粹德軍佔領，1943年9月蘇聯收復本地，統計有近1,500平民被德軍遣送至德國從事強制勞動。1989年蘇聯解體前夕，本市人口有近5萬人。蘇聯解體後，本市隨烏克蘭蘇維埃社會主義共和國一同獲得獨立，屬於顿涅茨克州。由於2014年頓巴斯戰爭開始，在俄烏戰爭前，人口就已顯著減少。

### 俄烏戰爭
2022年俄羅斯開始全面入侵烏克蘭後的8月4日，该市的一个公共交通站遭到俄军炮击，造成8人死亡、4人受伤，伤者中包括3名儿童。
至2024年9月初，俄軍與烏軍交戰前線距離本市不足10公里，市政府稱該市已一年半處於斷水斷電狀態。媒體報導，2025年2月7日，俄軍宣布佔領此城。根據美国獨立研究機構战争研究所3月1日更新，烏克蘭軍以無人機優勢發起反攻，但該市市政廳、火車站、中央市場、市立醫院仍在俄軍控制中，但到三月底俄羅斯就基本恢復烏克蘭在三月初發動反擊所控制的市區區域；而戰爭研究所在四月底的活動地圖證實俄軍牢牢控制該市市區的全部區域，只有西南和西北邊的市郊尚有乌軍活動。
約四個月後的8月7日，戰爭研究所在當天的活動地圖和作戰評估均證實俄羅斯完全控制托列茨克全境。